# Sergio Belinchón
Sergio Belinchón (Valencia, España en 1971) es un fotógrafo y artista plástico español. En la actualidad vive y trabaja  en Berlín, Alemania.

## Obra
Junto con otros artistas originarios de la península ibérica como el pintor Santiago Ydáñez, han autogestionado una iniciativa para mostrar sus últimos trabajos en Berlín. El espacio se denomina Invaliden1 Galerie y se encuentra ubicado en el centro de la ciudad en el distrito de Mitte. Actualmente vive y trabaja en Berlín (Alemania).
Su obra se puede encontrar en el Museo Nacional Centro de Arte Reina Sofía. [cita requerida]
Del 17 de septiembre al 21 de noviembre de 2021 expone en el Renace Contemporary Art http://renace.art de Baeza (Jaén).

## Premios y reconocimientos
Ha recibido importantes premios entre ellos: 
- Beca Generación 2009 de Caja Madrid
- Beca en Künstlerhaus Bethanien, Berlín
- Premio de Arte Contemporáneo L'Oreal
- Beca de la Casa de Velázquez
- Beca de la Academia de España de Roma
- Beca del Colegio de España en París